# Kilvington
Kilvington is een civil parish in het bestuurlijke gebied Newark and Sherwood, in het Engelse graafschap Nottinghamshire. In 2001 telde het civil parish 29 inwoners.